# Tony Visconti
Anthony "Tony" Edward Visconti (Nueva York; 24 de abril de 1944) es un productor discográfico y músico estadounidense. Desde finales de los años 1960 ha trabajado con una gran cantidad de bandas y artistas, entre los que destaca el músico británico David Bowie y la agrupación T. Rex.

## Discografía

### Álbumes destacados como productor
- 1969: Battersea Power Station – Junior's Eyes
- 1970: The Man Who Sold the World (álbum) - David Bowie
- 1971: Electric Warrior - T. Rex
- 1972: The Slider – T. Rex
- 1975: Indiscreet – Sparks
- 1977: Low - David Bowie
- 1977: The Idiot – Iggy Pop
- 1977: “Heroes” – David Bowie
- 1977: Bad Reputation – Thin Lizzy
- 1978: Down in the Bunker – Steve Gibbons
- 1979: Rhapsodies – Rick Wakeman
- 1979: Lodger - David Bowie
- 1980: Breaking Glass – Hazel O'Connor
- 1980: Scary Monsters (and Super Creeps) – David Bowie
- 1981: La folie – The Stranglers
- 1982: V Deep – The Boomtown Rats
- 1985: Vive Le Rock – Adam Ant
- 1986: The Other Side of Life – The Moody Blues
- 2004: Lifeblood – Manic Street Preachers
- 2013: " The Next Day" -  David Bowie
- 2013: Solar Secrets - Cápsula
- 2016: Blackstar – David Bowie